# 일본 프로 야구 최다 홈런
일본 프로 야구에서 최다 홈런(일본어: 最多本塁打)은 타격 부문 타이틀 중의 하나이며 홈런왕(本塁打王)이라고도 한다. 수위 타자, 최다 타점과 동시 수상한 선수는 ‘3관왕’으로 불린다.

## 개요
1년 간의 정규 시즌을 통해서 때려낸 홈런 개수가 가장 많은 선수에게 주어진다. 센트럴 리그, 퍼시픽 리그에서 각각 선정되어 리그에서 시상과 상금이 주어진다.
홈런 수가 가장 많은 선수가 규정 타석에 도달하지 않아도 선출 대상이 되지만, 양대 리그제 이후 실제로 규정 타석에 도달하지 않고 최다 홈런이 된 것은 2012년의 블라디미르 발렌틴이 유일한 사례이다.

## 역대 홈런왕

### 단일 리그 시대
| 연도      | 성명              | 소속              | 홈런 |
| --------- | ----------------- | ----------------- | ---- |
| 1936 추계 | 후지무라 후미오   | 오사카 타이거스   | 2    |
| 1936 추계 | 야마시타 미노루   | 한큐군            | 2    |
| 1936 추계 | 후루야 구라노스케 | 나고야 긴코군     | 2    |
| 1937 춘계 | 나카지마 하루야스 | 도쿄 교진군       | 4    |
| 1937 춘계 | 마쓰키 겐지로     | 오사카 타이거스   | 4    |
| 1937 추계 | 다카하시 요시오   | 고라쿠엔 이글스   | 6    |
| 1938 춘계 | 버키 해리스       | 고라쿠엔 이글스   | 6    |
| 1938 추계 | 나카지마 하루야스 | 도쿄 교진군       | 10   |
| 1939      | 야마모토 가즈토   | 난카이군          | 10   |
| 1940      | 가와카미 데쓰하루 | 도쿄 교진군       | 9    |
| 1941      | 핫토리 쓰구히로   | 나고야군          | 8    |
| 1942      | 후루카와 세이조   | 나고야군          | 8    |
| 1943      | 이와모토 아키라   | 나고야군          | 4    |
| 1943      | 가토 쇼지         | 나고야군          | 4    |
| 1943      | 후루카와 세이조   | 나고야군          | 4    |
| 1944      | 가나야마 지로     | 산교군            | 3    |
| 1946      | 오시타 히로시     | 세네터스          | 20   |
| 1947      | 오시타 히로시     | 도큐 플라이어스   | 17   |
| 1948      | 아오타 노보루     | 요미우리 자이언츠 | 25   |
| 1948      | 가와카미 데쓰하루 | 요미우리 자이언츠 | 25   |
| 1949      | 후지무라 후미오   | 오사카 타이거스   | 46   |

### 양대 리그 시대
| 연도 | 센트럴 리그       | 센트럴 리그              | 센트럴 리그 | 퍼시픽 리그           | 퍼시픽 리그                         | 퍼시픽 리그 |
| 연도 | 성명              | 소속                     | 홈런        | 성명                  | 소속                                | 홈런        |
| ---- | ----------------- | ------------------------ | ----------- | --------------------- | ----------------------------------- | ----------- |
| 1950 | 고즈루 마코토     | 쇼치쿠 로빈스            | 51          | 벳토 가오루           | 마이니치 오리온스                   | 43          |
| 1951 | 아오타 노보루     | 요미우리 자이언츠        | 32          | 오시타 히로시         | 도큐 플라이어스                     | 26          |
| 1952 | 스기야마 사토시   | 나고야 드래건스          | 27          | 후카미 야스히로       | 니시테쓰 라이온스 → 도큐 플라이어스 | 25          |
| 1953 | 후지무라 후미오   | 오사카 타이거스          | 27          | 나카니시 후토시       | 니시테쓰 라이온스                   | 36          |
| 1954 | 아오타 노보루     | 요쇼 로빈스              | 31          | 나카니시 후토시       | 니시테쓰 라이온스                   | 31          |
| 1955 | 마치다 유키히코   | 고쿠테쓰 스왈로스        | 31          | 나카니시 후토시       | 니시테쓰 라이온스                   | 35          |
| 1956 | 아오타 노보루     | 다이요 웨일스            | 25          | 나카니시 후토시       | 니시테쓰 라이온스                   | 29          |
| 1957 | 사토 다카오       | 고쿠테쓰 스왈로스        | 22          | 노무라 가쓰야         | 난카이 호크스                       | 30          |
| 1957 | 아오타 노보루     | 다이요 웨일스            | 22          | 노무라 가쓰야         | 난카이 호크스                       | 30          |
| 1958 | 나가시마 시게오   | 요미우리 자이언츠        | 29          | 나카니시 후토시       | 니시테쓰 라이온스                   | 23          |
| 1959 | 모리 도루         | 주니치 드래건스          | 31          | 야마우치 가즈히로     | 마이니치 다이에이 오리온스          | 25          |
| 1959 | 구와타 다케시     | 다이요 웨일스            | 31          | 야마우치 가즈히로     | 마이니치 다이에이 오리온스          | 25          |
| 1960 | 후지모토 가쓰미   | 오사카 타이거스          | 22          | 야마우치 가즈히로     | 마이니치 다이에이 오리온스          | 32          |
| 1961 | 나가시마 시게오   | 요미우리 자이언츠        | 28          | 노무라 가쓰야         | 난카이 호크스                       | 29          |
| 1961 | 나가시마 시게오   | 요미우리 자이언츠        | 28          | 나카타 요시히로       | 한큐 브레이브스                     | 29          |
| 1962 | 오 사다하루       | 요미우리 자이언츠        | 38          | 노무라 가쓰야         | 난카이 호크스                       | 44          |
| 1963 | 오 사다하루       | 요미우리 자이언츠        | 40          | 노무라 가쓰야         | 난카이 호크스                       | 52          |
| 1964 | 오 사다하루       | 요미우리 자이언츠        | 55          | 노무라 가쓰야         | 난카이 호크스                       | 41          |
| 1965 | 오 사다하루       | 요미우리 자이언츠        | 42          | 노무라 가쓰야         | 난카이 호크스                       | 42          |
| 1966 | 오 사다하루       | 요미우리 자이언츠        | 48          | 노무라 가쓰야         | 난카이 호크스                       | 34          |
| 1967 | 오 사다하루       | 요미우리 자이언츠        | 47          | 노무라 가쓰야         | 난카이 호크스                       | 35          |
| 1968 | 오 사다하루       | 요미우리 자이언츠        | 49          | 노무라 가쓰야         | 난카이 호크스                       | 38          |
| 1969 | 오 사다하루       | 요미우리 자이언츠        | 44          | 나가이케 도쿠지       | 한큐 브레이브스                     | 41          |
| 1970 | 오 사다하루       | 요미우리 자이언츠        | 47          | 오스기 가쓰오         | 도에이 플라이어스                   | 44          |
| 1971 | 오 사다하루       | 요미우리 자이언츠        | 39          | 오스기 가쓰오         | 도에이 플라이어스                   | 41          |
| 1972 | 오 사다하루       | 요미우리 자이언츠        | 48          | 나가이케 도쿠지       | 한큐 브레이브스                     | 41          |
| 1973 | 오 사다하루       | 요미우리 자이언츠        | 51          | 나가이케 도쿠지       | 한큐 브레이브스                     | 43          |
| 1974 | 오 사다하루       | 요미우리 자이언츠        | 49          | 클래런스 존스         | 긴테쓰 버펄로스                     | 38          |
| 1975 | 다부치 고이치     | 한신 타이거스            | 43          | 도이 마사히로         | 다이헤이요 클럽 라이온스            | 34          |
| 1976 | 오 사다하루       | 요미우리 자이언츠        | 49          | 클래런스 존스         | 긴테쓰 버펄로스                     | 36          |
| 1977 | 오 사다하루       | 요미우리 자이언츠        | 50          | 레론 리               | 롯데 오리온스                       | 34          |
| 1978 | 야마모토 고지     | 히로시마 도요 카프       | 44          | 바비 미첼             | 닛폰햄 파이터스                     | 36          |
| 1979 | 가케후 마사유키   | 한신 타이거스            | 48          | 찰리 매뉴엘           | 긴테쓰 버펄로스                     | 37          |
| 1980 | 야마모토 고지     | 히로시마 도요 카프       | 44          | 찰리 매뉴엘           | 긴테쓰 버펄로스                     | 48          |
| 1981 | 야마모토 고지     | 히로시마 도요 카프       | 43          | 토니 솔레이터         | 닛폰햄 파이터스                     | 44          |
| 1981 | 야마모토 고지     | 히로시마 도요 카프       | 43          | 가도타 히로미쓰       | 난카이 호크스                       | 44          |
| 1982 | 가케후 마사유키   | 한신 타이거스            | 35          | 오치아이 히로미쓰     | 롯데 오리온스                       | 32          |
| 1983 | 야마모토 고지     | 히로시마 도요 카프       | 36          | 가도타 히로미쓰       | 난카이 호크스                       | 40          |
| 1983 | 오시마 야스노리   | 주니치 드래건스          | 36          | 가도타 히로미쓰       | 난카이 호크스                       | 40          |
| 1984 | 우노 마사루       | 주니치 드래건스          | 37          | 부머 웰스             | 한큐 브레이브스                     | 37          |
| 1984 | 가케후 마사유키   | 한신 타이거스            | 37          | 부머 웰스             | 한큐 브레이브스                     | 37          |
| 1985 | 랜디 바스         | 한신 타이거스            | 54          | 오치아이 히로미쓰     | 롯데 오리온스                       | 52          |
| 1986 | 랜디 바스         | 한신 타이거스            | 47          | 오치아이 히로미쓰     | 롯데 오리온스                       | 50          |
| 1987 | 릭 란셀로티       | 히로시마 도요 카프       | 39          | 아키야마 고지         | 세이부 라이온스                     | 43          |
| 1988 | 카를로스 폰세     | 요코하마 다이요 웨일스   | 33          | 가도타 히로미쓰       | 난카이 호크스                       | 44          |
| 1989 | 래리 패리쉬       | 야쿠르트 스왈로스        | 42          | 랄프 브라이언트       | 긴테쓰 버펄로스                     | 49          |
| 1990 | 오치아이 히로미쓰 | 주니치 드래건스          | 34          | 오레스테스 데스트라데 | 세이부 라이온스                     | 42          |
| 1991 | 오치아이 히로미쓰 | 주니치 드래건스          | 37          | 오레스테스 데스트라데 | 세이부 라이온스                     | 39          |
| 1992 | 잭 하웰           | 야쿠르트 스왈로스        | 38          | 오레스테스 데스트라데 | 세이부 라이온스                     | 41          |
| 1993 | 에토 아키라       | 히로시마 도요 카프       | 34          | 랄프 브라이언트       | 긴테쓰 버펄로스                     | 42          |
| 1994 | 다이호 야스아키   | 주니치 드래건스          | 38          | 랄프 브라이언트       | 긴테쓰 버펄로스                     | 35          |
| 1995 | 에토 아키라       | 히로시마 도요 카프       | 39          | 고쿠보 히로키         | 후쿠오카 다이에 호크스              | 28          |
| 1996 | 야마사키 다케시   | 주니치 드래건스          | 39          | 트로이 닐             | 오릭스 블루웨이브                   | 32          |
| 1997 | 드웨인 호지       | 야쿠르트 스왈로스        | 38          | 나이젤 윌슨           | 닛폰햄 파이터스                     | 37          |
| 1998 | 마쓰이 히데키     | 요미우리 자이언츠        | 34          | 나이젤 윌슨           | 닛폰햄 파이터스                     | 33          |
| 1999 | 로베르토 페타지니 | 야쿠르트 스왈로스        | 44          | 터피 로즈             | 오사카 긴테쓰 버펄로스              | 40          |
| 2000 | 마쓰이 히데키     | 요미우리 자이언츠        | 42          | 나카무라 노리히로     | 오사카 긴테쓰 버펄로스              | 39          |
| 2001 | 로베르토 페타지니 | 야쿠르트 스왈로스        | 39          | 터피 로즈             | 오사카 긴테쓰 버펄로스              | 55          |
| 2002 | 마쓰이 히데키     | 요미우리 자이언츠        | 50          | 알렉스 카브레라       | 세이부 라이온스                     | 55          |
| 2003 | 알렉스 라미레스   | 야쿠르트 스왈로스        | 40          | 터피 로즈             | 오사카 긴테쓰 버펄로스              | 51          |
| 2003 | 타이론 우즈       | 요코하마 베이스타스      | 40          | 터피 로즈             | 오사카 긴테쓰 버펄로스              | 51          |
| 2004 | 터피 로즈         | 요미우리 자이언츠        | 45          | 마쓰나카 노부히코     | 후쿠오카 다이에 호크스              | 44          |
| 2004 | 타이론 우즈       | 요코하마 베이스타스      | 45          | 페르난도 세기뇰       | 홋카이도 닛폰햄 파이터스            | 44          |
| 2005 | 아라이 다카히로   | 히로시마 도요 카프       | 43          | 마쓰나카 노부히코     | 후쿠오카 소프트뱅크 호크스          | 46          |
| 2006 | 타이론 우즈       | 주니치 드래건스          | 47          | 오가사와라 미치히로   | 홋카이도 닛폰햄 파이터스            | 32          |
| 2007 | 무라타 슈이치     | 요코하마 베이스타스      | 36          | 야마사키 다케시       | 도호쿠 라쿠텐 골든이글스            | 43          |
| 2008 | 무라타 슈이치     | 요코하마 베이스타스      | 46          | 나카무라 다케야       | 사이타마 세이부 라이온스            | 46          |
| 2009 | 토니 블랑코       | 주니치 드래건스          | 39          | 나카무라 다케야       | 사이타마 세이부 라이온스            | 48          |
| 2010 | 알렉스 라미레스   | 요미우리 자이언츠        | 49          | T-오카다              | 오릭스 버펄로스                     | 33          |
| 2011 | 블라디미르 발렌틴 | 도쿄 야쿠르트 스왈로스   | 31          | 나카무라 다케야       | 사이타마 세이부 라이온스            | 48          |
| 2012 | 블라디미르 발렌틴 | 도쿄 야쿠르트 스왈로스   | 31          | 나카무라 다케야       | 사이타마 세이부 라이온스            | 27          |
| 2013 | 블라디미르 발렌틴 | 도쿄 야쿠르트 스왈로스   | 60          | 미첼 아브레이유       | 홋카이도 닛폰햄 파이터스            | 31          |
| 2014 | 브래드 엘드레드   | 히로시마 도요 카프       | 37          | 에르네스토 메히아     | 사이타마 세이부 라이온스            | 34          |
| 2014 | 브래드 엘드레드   | 히로시마 도요 카프       | 37          | 나카무라 다케야       | 사이타마 세이부 라이온스            | 34          |
| 2015 | 야마다 데쓰토     | 도쿄 야쿠르트 스왈로스   | 38          | 나카무라 다케야       | 사이타마 세이부 라이온스            | 37          |
| 2016 | 쓰쓰고 요시토모   | 요코하마 DeNA 베이스타스 | 44          | 브랜던 레어드         | 홋카이도 닛폰햄 파이터스            | 39          |
| 2017 | 알렉스 게레로     | 주니치 드래건스          | 35          | 알프레도 데스파이그네 | 후쿠오카 소프트뱅크 호크스          | 35          |
| 2018 | 네프탈리 소토     | 요코하마 DeNA 베이스타스 | 41          | 야마카와 호타카       | 사이타마 세이부 라이온스            | 47          |
| 2019 | 네프탈리 소토     | 요코하마 DeNA 베이스타스 | 43          | 야마카와 호타카       | 사이타마 세이부 라이온스            | 43          |
| 2020 | 오카모토 가즈마   | 요미우리 자이언츠        | 31          | 아사무라 히데토       | 도호쿠 라쿠텐 골든이글스            | 32          |
| 2021 | 오카모토 가즈마   | 요미우리 자이언츠        | 39          | 스기모토 유타로       | 오릭스 버펄로스                     | 32          |
| 2021 | 무라카미 무네타카 | 도쿄 야쿠르트 스왈로스   | 39          | 스기모토 유타로       | 오릭스 버펄로스                     | 32          |
| 2022 | 무라카미 무네타카 | 도쿄 야쿠르트 스왈로스   | 56          | 야마카와 호타카       | 사이타마 세이부 라이온스            | 41          |
| 2023 | 오카모토 가즈마   | 요미우리 자이언츠        | 41          | 그레고리 폴랑코       | 지바 롯데 마린스                    | 26          |
| 2023 | 오카모토 가즈마   | 요미우리 자이언츠        | 41          | 곤도 겐스케           | 후쿠오카 소프트뱅크 호크스          | 26          |
| 2023 | 오카모토 가즈마   | 요미우리 자이언츠        | 41          | 아사무라 히데토       | 도호쿠 라쿠텐 골든이글스            | 26          |
| 2024 | 무라카미 무네타카 | 도쿄 야쿠르트 스왈로스   | 33          | 야마카와 호타카       | 후쿠오카 소프트뱅크 호크스          | 34          |

- 굵은 글씨는 리그 기록.
- 붉은색 글씨는 NPB 역대 최고 성적

## 주요 기록

### 여러 차례 수상자
- 굵은 글씨: 현역 선수
- 해당 항목 기준은 4회 이상

| 선수              | 횟 수 | 연도                                                                                     |
| ----------------- | ----- | ---------------------------------------------------------------------------------------- |
| 오 사다하루       | 15    | 1962, 1963, 1964, 1965, 1966, 1967, 1968, 1969, 1970, 1971, 1972, 1973, 1974, 1976, 1977 |
| 노무라 가쓰야     | 9     | 1957, 1961, 1962, 1963, 1964, 1965, 1966, 1967, 1968                                     |
| 나카무라 다케야   | 6     | 2008, 2009, 2011, 2012, 2014, 2015                                                       |
| 아오타 노보루     | 5     | 1948, 1951, 1954, 1956, 1957                                                             |
| 나카니시 후토시   | 5     | 1953, 1954, 1955, 1956, 1958                                                             |
| 오치아이 히로미쓰 | 5     | 1982, 1985, 1986, 1990, 1991                                                             |
| 야마모토 고지     | 4     | 1978, 1980, 1981, 1983                                                                   |
| 터피 로즈         | 4     | 1999, 2001, 2003, 2004                                                                   |

### 센트럴·퍼시픽 양대 리그에서의 홈런왕을 획득한 선수
| 성명              | 리그        | 소속                     | 획득 연도              |
| ----------------- | ----------- | ------------------------ | ---------------------- |
| 오치아이 히로미쓰 | 센트럴 리그 | 주니치 드래건스          | 1990년, 1991년         |
| 오치아이 히로미쓰 | 퍼시픽 리그 | 롯데 오리온스            | 1982년, 1985년, 1986년 |
| 터피 로즈         | 센트럴 리그 | 요미우리 자이언츠        | 2004년                 |
| 터피 로즈         | 퍼시픽 리그 | 오사카 긴테쓰 버펄로스   | 1999년, 2001년, 2003년 |
| 야마사키 다케시   | 센트럴 리그 | 주니치 드래건스          | 1996년                 |
| 야마사키 다케시   | 퍼시픽 리그 | 도호쿠 라쿠텐 골든이글스 | 2007년                 |

### 그 외의 기록
- 홈런수
  - 센트럴 리그 최다 홈런 : 60개 → 블라디미르 발렌틴(2013년)
  - 퍼시픽 리그 최다 홈런 : 55개 → 터피 로즈(2001년), 알렉스 카브레라(2002년)
  - 센트럴 리그 최소 홈런 : 22개 → 사토 다카오·아오타 노보루(1957년), 후지모토 가쓰미(1960년)
  - 퍼시픽 리그 최소 홈런 : 23개 → 나카니시 후토시(1958년)
- 규정 타석 부족으로 홈런왕 : 블라디미르 발렌틴(2012년, 규정 타석 446에 비해 422타석)

## 같이 보기
- KBO 홈런상